# Браннер, Джон
Джон Браннер (англ. John Kilian Houston Brunner; 24 сентября 1934 — 26 августа 1995) — английский писатель-фантаст.
В 1980-е годы — президент Европейского комитета писателей-фантастов.
В СССР, а затем и в России особенности восприятия творчества Браннера предопределялись русским переводом (1984) романа «Квадраты шахматного города» (The Squares of the City, 1965) — Еремей Парнов в своём предисловии к русскому переводу отнёс его к «редкому синтетическому жанру антиутопического научно-фантастического детектива».

## Романы
Неполный список:
- Планета в подарок (англ. The World Swappers, 1959)
- Поймай падающую звезду (англ. The Hundredth Millennium, 1959; русский перевод — 1991)
- Чудовище из Атлантики (англ. The Atlantic Abomination, 1960; русский перевод — 2002)
- Небесное святилище (англ. Sanctuary In the Sky, 1960; русский перевод — 1995)
- Работорговцы космоса (англ. Into the Slave Nebula, 1960; русский перевод — 1992)
- Бесчисленные времена (англ. Times Without Number, 1962; русский перевод — 1995)
- Мстители Каррига (англ. Secret Agent of Terra, 1962; русский перевод — 1995)
- Телепат (англ. Telepathist, 1964)
- Квадраты шахматного города[англ.] (англ. The Squares of the City, 1965; русский перевод — 1984)
- Алтарь на Асконеле (англ. The Altar at Asconel, 1965). Выходил под названием «Престол Эсконела» в сборнике «Межгалактическая империя» вместе с другими произведениями: «Человек из Великой тьмы» («The Man from the Dark») и «Распутница с Аргуса» («The wanton of Argus»)
- Эра чудес (англ. Age of Miracles, 1965; русский перевод — 2002)
- Всем стоять на Занзибаре (англ. Stand on Zanzibar, 1968; русский перевод — 2005)
- Действо на планете Иан[укр.] (англ. The Dramaturges of Yan, 1971; русский перевод — 1998)
- Овцы смотрят вверх (англ. The Sheep Look Up, 1972; русский перевод — 2023)
- На волне шока (англ. The Shockwave Rider, 1975; русский перевод — 2018)

## Сборники
- Межзвёздная империя (англ. Interstellar Empire, 1976)